# Montournais
Montournais é uma comuna francesa na região administrativa da Pays de la Loire, no departamento de Vendéia. Estende-se por uma área de 29,14 km². Em 2010 a comuna tinha 1 701 habitantes (densidade: 58,4 hab./km²).